# 지방도 제844호선
지방도 제844호선은 전라남도 신안군 임자면 광산리에서 무안군을 거쳐 영광군 영광읍 신하리를 잇던 지방도이다. 백수해안도로의 일부이기도 했다.
1985년에는 노선명이 '백수 ~ 영광선'이었으며, 1995년 12월 8일 신안군 임자면까지 노선이 연장되면서 '임자 ~ 영광선'이 되었다. 2003년 3월 27일 지방도 노선 개편 때 폐지되었으며, 영광군 영광읍 ~ 백수읍 구간은 지금의 지방도 제805호선으로, 영광군 백수읍 ~ 염산면 구간은 지금의 국도 제77호선으로, 신안군 임자면 ~ 지도읍 구간은 지금의 지방도 제825호선에 편입되었다.

## 연혁
- 1985년 12월 23일 : 기점을 '영광군 백수읍 하사리', 종점을 '영광군 영광읍 남천리'로 명시하고 도로개량이 완료된 영광군 영광읍 단주리 ~ 군서면 남곡리 2.74km 구간 도로예정지 해제[1]
- 1986년 8월 20일 : 1987년 9월까지 영광 ~ 백수간 도로(영광군 군서면 만곡리 ~ 백수읍 죽사리) 5.1km 구간 확포장공사를 위해 도로구역 변경[2]
- 1987년 1월 22일 : 영광군 영광읍 남천리 ~ 백수읍 죽사리 6.34km 구간 도로예정지 해제[3]
- 1987년 7월 27일 : 1988년 2월까지 영광 ~ 백수간 도로(영광군 백수읍 죽사리 ~ 지산리) 3.54km 구간 확포장공사 계획을 공고[4][5]
- 1988년 1월 4일 : 영광군 영광읍 단주리 ~ 백수읍 지산리 6.11km 구간 도로예정지 해제[6]
- 1988년 9월 27일 : 1988년 12월까지 도로 확포장 공사를 위해 영광군 백수읍 지산리 ~ 상사리 1.6km 구간 도로구역 결정[7]
- 1989년 1월 6일 : 영광군 영광읍 남천리 ~ 백수읍 상사리 12.27km 구간 도로예정지 해제[8]
- 1989년 5월 13일 : 1989년 12월까지 영광군 백수읍 상사리 ~ 하사리 3.45km 구간 확포장공사 계획을 공고[9]
- 1990년 1월 13일 : 영광군 백수읍 하사리 ~ 영광읍 남천리 14.11km 구간 도로예정지 해제[10]
- 1995년 12월 8일 : 기점을 기존 영광군 백수읍 하사리에서 '신안군 임자면 광산리'로 연장함. 이에 따라 노선명을 '백수 ~ 영광선'에서 '임자 ~ 영광선'으로 변경하고 총 연장 65.6km가 됨.[11]
- 1996년 12월 9일 : 1998년 9월까지 염산 ~ 옥실간 도로(영광군 염산면 옥실리) 확포장공사를 위해 2.4km 구간 도로구역 변경[12]
- 1998년 5월 30일 : 1999년 12월까지 임자지구(신안군 임자면 진리 ~ 대기리) 개량공사를 위해 620m 구간을 440m로 도로구역 변경[13]
- 2001년 2월 27일 : 지방도 정비공사를 위해 영광군 염산면 봉남리 420m 구간 도로구역 변경[14]
- 2002년 7월 27일 : 2004년 12월까지 외양 ~ 내양간 도로(신안군 지도읍 내양리) 확포장공사를 위해 1.32km 구간 도로구역 변경[15]
- 2003년 3월 27일 : 지방도 폐지[16]

## 과거 노선
2002년 도로현황조서 기준이다. 아래 구간은 지금의 국도 제24호선, 국도 제77호선, 지방도 제805호선, 지방도 제825호선 등에 편입되었다.
- 신안군
  - 임자면 광산리 - 진리 - 수도리(국도 제24호선과 중복)
  - 지도읍 감정리(국도 제24호선과 중복) - 읍내리(국도 제24호선과 분기) - 내양리

- 무안군
  - 해제면 석룡리 - 양간리(국도 제24호선과 분기) - 송석리

- 영광군
  - 염산면 옥실리(지방도 제808호선과 분기) - 봉남리(지방도 제808호선과 분기) - 송암리
  - 백수읍 하사리 - 논산리
  - 군서면 만곡리
  - 영광읍 단주리